# Rangolābād
Rangolābād (persiska: زَنگُل آباد, زَنگَلَبَد, رنگل آباد, Zangolābād) är en ort i Iran.   Den ligger i provinsen Zanjan, i den nordvästra delen av landet, 280 km väster om huvudstaden Teheran. Rangolābād ligger 1 919 meter över havet och antalet invånare är 200.
Terrängen runt Rangolābād är kuperad, och sluttar norrut.Runt Rangolābād är det ganska glesbefolkat, med 47 invånare per kvadratkilometer. Närmaste större samhälle är Zanjan, 10,6 km norr om Rangolābād. Trakten runt Rangolābād består i huvudsak av gräsmarker.